# Capriccio (Ronald Tolman)
Capriccio is een artistiek kunstwerk in Amsterdam-Centrum.
Het metershoge beeld staat aan de Oostenburgergracht, daar waar de Oostenburgervoorstraat uitkomt op de gracht. Het kunstwerk van Ronald Tolman werd in 1984 onthuld door burgemeester Ed van Thijn tijdens een buurtbijeenkomst ter gelegenheid van de oplevering van een nieuwbouwblok voor de opvang van dak- en thuislozen in de buurt.
Het beeld bestaat eigenlijk uit twee delen. Allereerst is er een zes meter hoge holle obelisk van cortenstaal, die op een betonnen plaat staat. Om geluidsoverlast te beperken (tikken op hol staal) is de onderste twee meter opgevuld met schuim. Op ooghoogte is er dus weinig te zien, voor het figuratieve moet men omhoog kijken. Bovenop de obelisk staan twee mensen die elkaar in een wankel evenwicht houden. De kunstenaar probeerde met het beeld een patstelling weer te geven van twee mensen in conflict. Welke beweging de een ten opzichte van de ander ook maakt, het heeft direct invloed. De twee bronzen personen bevinden zich in dezelfde situatie, alleen stringenter. Welke beweging de een ook maakt, de ander stort naar de grond.
De beeldhouwer ontleende de titel van het beeld aan het begrip capriccio uit de klassieke muziek, dat staat voor grillig, levendig. Inspiratie voor de twee mensen kwam mede tot stand doordat een van zijn kinderen in zijn atelier een nog niet uitgehard kunstwerk voorzien had van een zakje lavendel, waardoor het beeldje krom was komen te staan.
De eerste versie staat in de beeldentuin van de kunstenaar thuis te Beuningen.